# Samsung Galaxy Feel
O Samsung Galaxy Feel é um smartphone Android desenvolvido pela Samsung Electronics exclusivamente para o mercado japonês. O telemóvel foi lançado em junho de 2017 e vendido pela NTT Docomo. Tem o Android 7.0 (Nougat), um ecrã de 4,7 polegadas e uma bateria de 3000 mAh.

## História
O Samsung Galaxy Feel foi anunciado em maio de 2017 e lançado em junho do mesmo ano.